# Förförda av döden
Förförda av döden: ryska reportage är en dokumentärroman av den belarusiska, ryskspråkiga författaren Svetlana Aleksijevitj som gavs ut för första gången i svensk översättning av Stefan Lindgren 1998. Boken handlar om livet efter sovjetimperiets sammanbrott.
Citat ur boken: "Jag vill inte prata mer om det här. Det är dumt att ligga i jorden. Ni vet inte vilken lycka det var efter detta . . . en vanlig brödbit med ost . . . Doften av morgonkaffe . . ."